# 서준렬
서준렬은 (주)미스터아빠 대표 및 대한민국의 사회기관단체인이자 교육인이다.
GS리테일의 온라인 쇼핑몰 GS Fresh의 전신인 GS iSuper의 신선식품 MD 및 마케팅 파트리더로서 택배몰과 오픈마켓형 핫딜 플랫폼을 최초로 구축하였다. 이후 GS리테일 중장기전략 테스크포스팀에서 근무 후 12년간 근무한 GS리테일 퇴사 후 자신만의 독립비즈니스를 하고 있는 비즈니스 프로듀서이다. 현재 농축수산 온라인 식품몰 미스터아빠 공동대표, 기재부 소관 (사)한국공유경제진흥원 이사장 보관됨 2020-09-30 - 웨이백 머신, 생분해 플라스틱 전문기업 주식회사 이콘 사내이사, 강남구 1인가구 커뮤니티센터 운영법인 이사장, 영화 제작기획 등 총 10개의 직업을 가지고 있다. 이와 더불어 명지대 겸임교수, 식품의약품안전처, 동아방송예술대, 한국폴리텍대 등에서 강의를 하고 있다.
2020년에 코로나 이후 불확실성의 시대에서 삶과 일의 프레임을 바꾸고 위기를 기회로 만드는 일의 방식을 제시하는 자기계발 도서 〈개인의 시대가 온다〉를 발간하였다. 이후 온라인 지식공유 플랫폼 세바시(세상을바꾸는시간)와 김미경TV, 창의세미나S, MBC하우투, MBC강연남 등에 초청되어 강연을 하기도 했다.
현재 마산무학여자중학교와 마산무학여자고등학교를 경영하는 학교법인 덕명학원의 이사장으로 재직중이다.  

## 수상
2019년 대한민국 사회공헌 대상과 2020년 대한민국 인물대상 ‘경제 발전’ 부문 대상을 수상하였다. 